# Paola Cortellesi
Paola Cortellesi (n. 24 noiembrie 1973, Roma, Italia) este o cântăreață și actriță italiană.